# White Motor Company

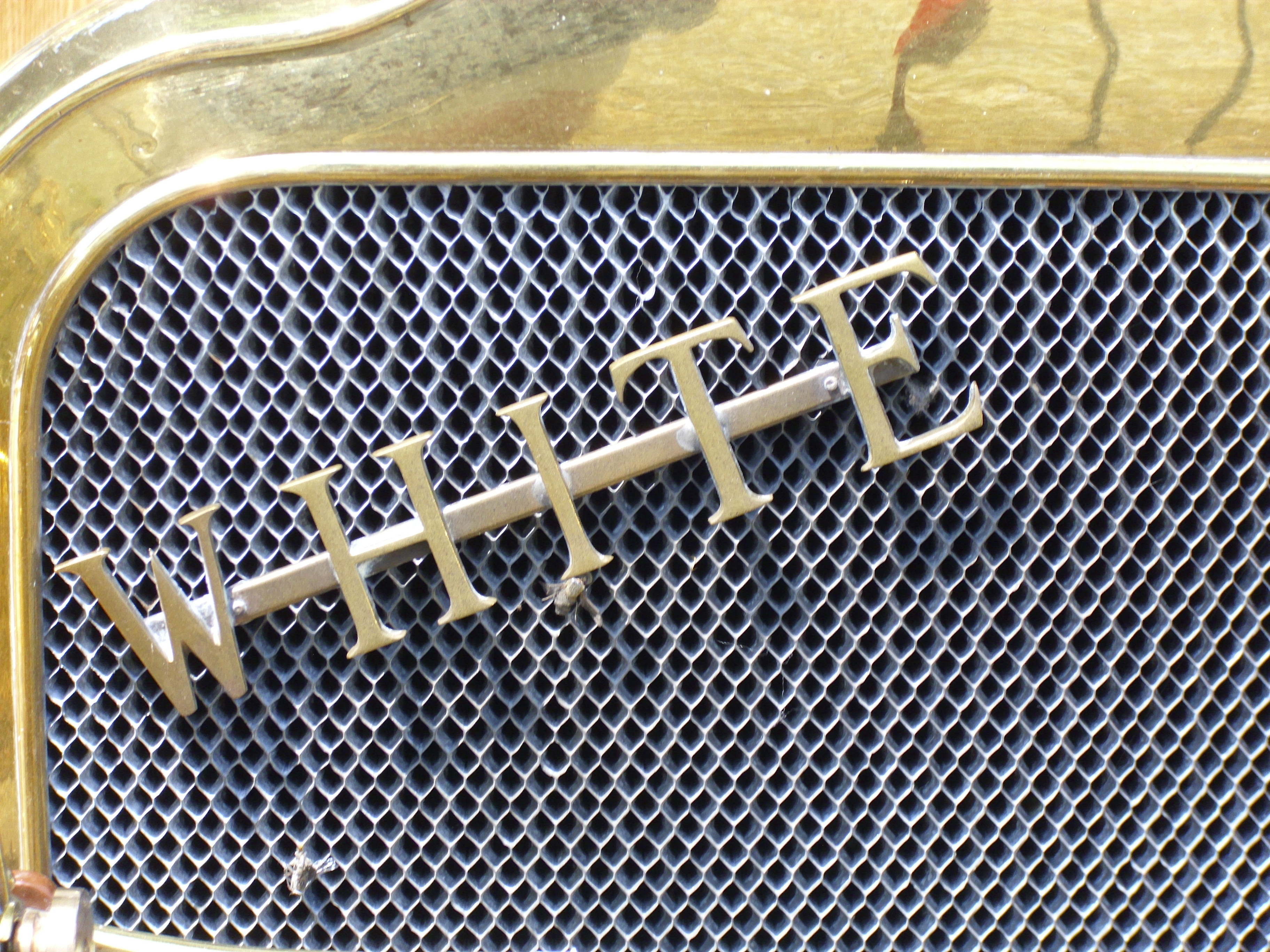
Emblem

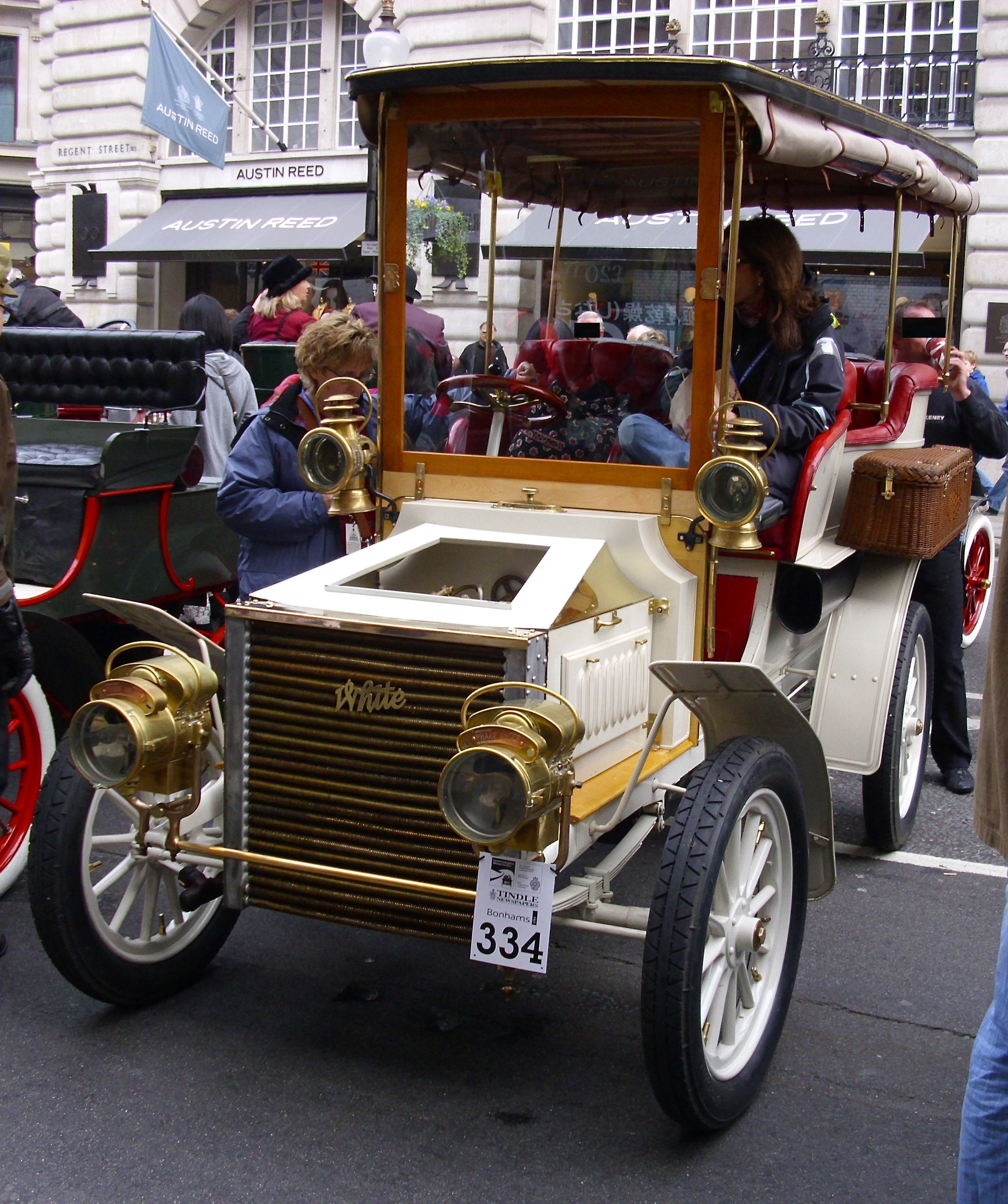
White von 1903

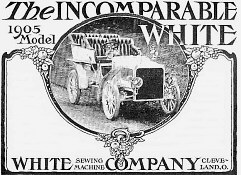
Werbung der Firma White von 1905

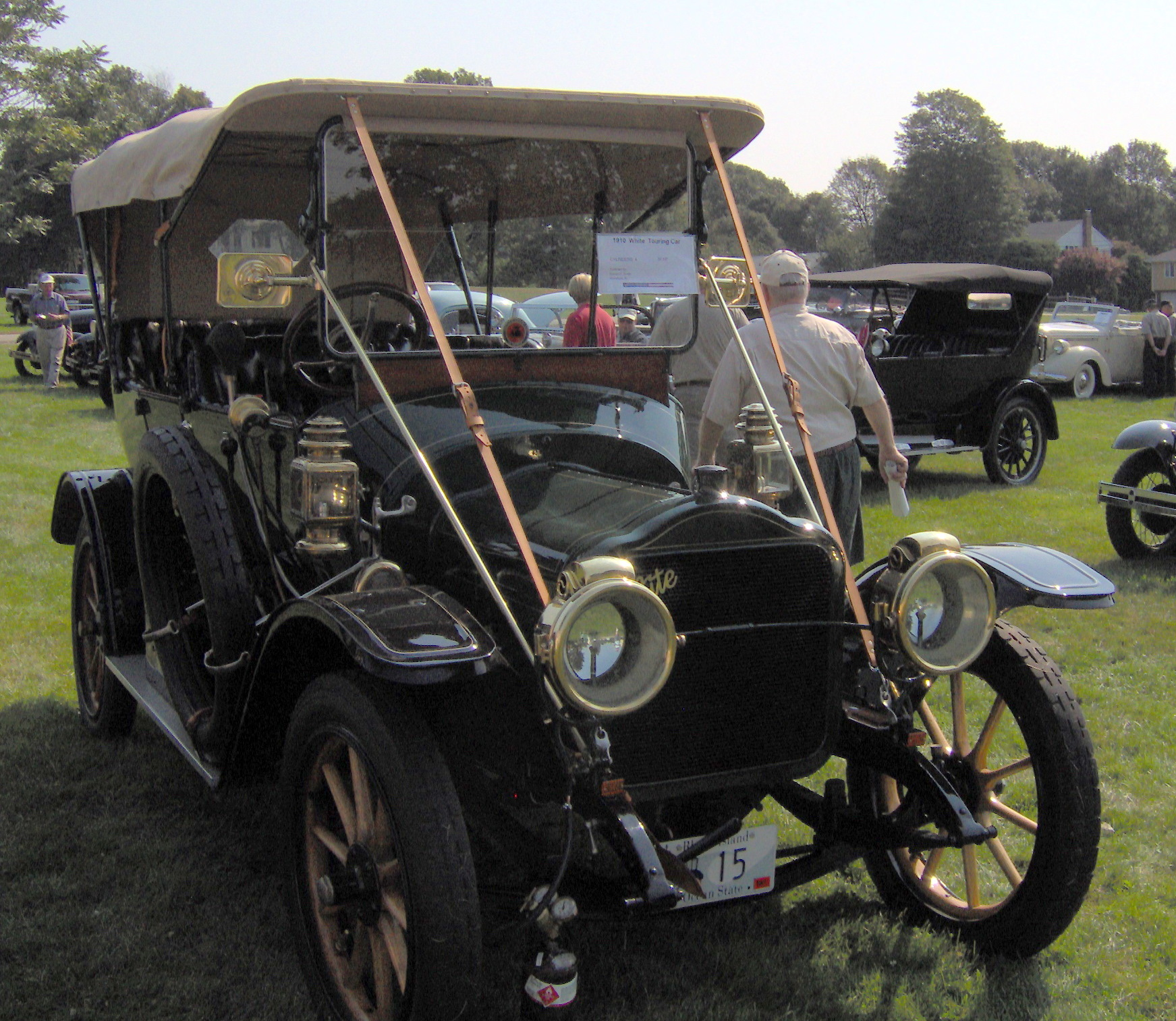
White Touring von 1910

Die White Motor Company, vorher White Sewing Machine Company und White Company sowie später White Trucks, Division White Motor Corporation und Volvo White Truck Corporation,  war ein bedeutender US-amerikanischer Hersteller von Kraftfahrzeugen.

## Unternehmensgeschichte
Thomas H. White und William L. Grout gründeten 1866 die White Sewing Machine Company in Cleveland in Ohio. Sie stellten zunächst Nähmaschinen her. Eine andere Quelle gibt an, dass das Unternehmen während des Sezessionskriegs (1861–1865) in Massachusetts gegründet wurde und nach Kriegsende nach Cleveland zog.
1900 kam die Produktion von Personenkraftwagen dazu. Es waren zunächst Dampfwagen. 1900 oder 1901 kamen Nutzfahrzeuge dazu.
1906 erfolgte die Umbenennung in White Company. 1909 kamen Pkw mit Ottomotoren und 1910 Lastkraftwagen mit Ottomotoren dazu. 1918 endete die Pkw-Produktion. Insgesamt entstanden 9122 Pkw mit Dampfmotoren und 8927 Pkw mit Ottomotoren.
Als 1909 mit dem Beginn der Präsidentschaft von William Howard Taft der Fuhrpark des Weißen Hauses von Pferdekutschen auf Motorfahrzeuge umgestellt wurde, war eines der beiden ersten Fahrzeuge ein Dampfwagen von White (das andere war ein Sechszylinder von Pierce-Arrow).
Ab 1916 oder 1938 lautete die Firmierung White Motor Company.
1953 wurde Autocar übernommen und als Autocar Division, White Motor Company eingegliedert.
1966 wurde umfirmiert in White Trucks, Division White Motor Corporation. Als zweiter Ort ist nun Dublin in Virginia angegeben. Ab 1968 gab es ein Zweigwerk in Kelowna in Kanada namens White Truck Manufacturing.
Im September 1980 beantragte White Gläubigerschutz nach Chapter 11, 1981 verkaufte es die LKW-Sparte, seinen wichtigsten Geschäftszweig an Volvo. Dies hatte die Umbenennung in Volvo White Truck Corporation zur Folge. Cleveland wurde jetzt nicht mehr genannt, dafür neben Dublin noch Greensboro in North Carolina. Ab 1988 kooperierte Volvo im LKW-Bereich mit GM, sodass aus den schweren LKWs von GMC und White WhiteGMC wurde, seit 1995 wird nur noch unter Volvo produziert.

## Pkw-Produktionszahlen
| Jahr  | Produktionszahl |
| ----- | --------------- |
| 1900  | 18              |
| 1901  | 193             |
| 1902  | 385             |
| 1903  | 502             |
| 1904  | 710             |
| 1905  | 1.015           |
| 1906  | 1.534           |
| 1907  | 1.130           |
| 1908  | 1.024           |
| 1909  | 1.377           |
| 1910  | 2.408           |
| 1911  | 2.183           |
| 1912  | 1.839           |
| 1913  | 1.615           |
| 1914  | 1.318           |
| 1915  | 1.115           |
| 1916  | 1.128           |
| 1917  | 987             |
| 1918  | 653             |
| Summe | 21.134          |

Quelle:
Rund 500 Pkw mit Ottomotor existieren noch, die sich überwiegend in den USA befinden.

## Militärfahrzeuge
Halbkettenfahrzeuge (ab 1940)
- M2 Halftrack (White M2) mit Abarten
- M3 Halftrack  mit Abarten